# لانتانا مفترشة
لانتانا مفترشة (الاسم العلمي: Lantana prostrata) هي نوع نباتي يتبع جنس اللانتانا من فصيلة اللويزية.